# Екатериновка (Сапожковский район)
Екатериновка — деревня в Сапожковском районе Рязанской области России. Входит в состав Михеевского сельского поселения.

## География
Деревня находится в южной части Рязанской области, в лесостепной зоне, на правом берегу реки Берёзовки, при автодороге 61Н-492, на расстоянии примерно 13 километров (по прямой) к северо-северо-востоку от рабочего посёлка Сапожок, административного центра района. Абсолютная высота — 134 метра над уровнем моря.

### Климат
Климат характеризуется как умеренно континентальный, с тёплым летом и умеренно холодной снежной зимой. Среднегодовая температура воздуха — 4,3 °C. Средняя температура воздуха самого холодного месяца (января) — −11,4 °C; самого тёплого месяца (июля) — 19 °C. Вегетационный период длится около 180 дней. Среднегодовое количество осадков — 551 мм, из которых 365 мм выпадает в период с апреля по октябрь.

### Часовой пояс
Деревня Екатериновка, как и вся Рязанская область, находится в часовой зоне МСК (московское время). Смещение применяемого времени относительно UTC составляет +3:00.

## Население
| 1859 | 1897 | 1906 | 2010 |
| ---- | ---- | ---- | ---- |
| 405  | ↗584 | ↗672 | ↘36  |

### Национальный состав
Согласно результатам переписи 2002 года, в национальной структуре населения русские составляли 89 % из 46 чел.